# Chugachigmiut
Chugachigmiut (sada Chugach), jedno od eskimskih plemena nastanjeno na i blizu Uvale Prince William na poluotoku Kenai u susjedstvu Tanaina Indijanaca i Unagalakmiut i Unixkugmiut Eskima, Aljaska.  
Swanton ih locira sve od zapadnog dijela Kenaia pa do delte rijeke Copper sa selima: Ingamatsha, na otoku Chenega, Uvala Prince William; Kanikluk, na sjevernoj obali uvale; Kiniklik, sjeverna obala uvale; Nuchek, na mjestu gdje su Rusi utemeljili trgovačku postaju Fort Konstantine, na otoku Hinchinbrook u uvali; Tatitlek, sjeveroistočna obala uvale.

## Vanjske poveznice
- Hodge